# Distribució hipergeomètrica
La distribució hipergeomètrica, en estadística i teoria de probabilitat, és una distribució de probabilitat que descriu el nombre d'èxits en una seqüència de n extraccions d'una població finita sense reposició, això és el contrari de la distribució binomial, que descriu el nombre d'èxits d'extraccions amb reposició.
Per tant, aquesta distribució ens permet calcular la probabilitat que tinguem k èxits extraient n boles.
Il·lustrem la notació en aquesta taula: 
|        | èxit  | fracàs        | total |
| ------ | ----- | ------------- | ----- |
| blanca | k     | m − k         | m     |
| negra  | n − k | N + k − n − m | N − m |
| total  | n     | N − n         | N     |

Segurament, la forma més fàcil d'entendre aquesta distribució és en termes d'un models d'urnes. Suposeu que heu d'extreure "n" boles sense reposició d'una urna que conté "N" boles en total, "m" de les quals són blanques. La distribució hipergeomètrica descriu la distribució del nombre de boles blanques de l'urna.
Una variable aleatòria X segueix la distribució hipergeomètrica amb paràmetres N, m i n si la probabilitat s'expressa per
{\displaystyle P(X=k)={{{m \choose k}{{N-m} \choose {n-k}}} \over {N \choose n}},}
on el coeficient binomial {\displaystyle {\tbinom {a}{b}}} es defineix per ser el coeficient de xb a l'expansió del polinomi (1 + x)a.
La probabilitat és positiva quan max(0, n + m − N) ≤ k ≤ min(m, n).
La fórmula es pot entendre així: Hi ha {\displaystyle {\tbinom {N}{n}}} extraccions possibles (sense reposició). Hi ha {\displaystyle {\tbinom {m}{k}}} formes d'obtenir k boles blanques i {\displaystyle {\tbinom {N-m}{n-k}}} formes d'emplenar la resta de la mostra amb boles negres.
La suma de probabilitats per a tots els valors possibles de k és igual a 1. Aquesta propietat és, en essència, la identitat de Vandermonde en combinatòria. Noteu també que la següent identitat es compleix:
{\displaystyle {{{m \choose k}{{N-m} \choose {n-k}}} \over {N \choose n}}={{{n \choose k}{{N-n} \choose {m-k}}} \over {N \choose m}}}

## Distribució hipergeomètrica multivariable
El model d'una urna amb boles blanques i negres es pot generalitzar al cas on hi ha més de dos colors de boles. Si hi ha mi boles de color i a l'urna i s'extreuen n boles aleatòriament sense reposició, aleshores el nombre de boles de cada color de la mostra (k1,k₂,...,kc) segueix la distribució hipergeomètrica multivariable, també anomenada multigeomètrica. Aquesta té la mateixa relació amb la distribució multinomial que la distribució hipergeomètrica té amb la distribució binomial. La distribució multinomial és la distribució "amb reposició" i la hipergeomètrica multivariable és la distribució "sense reposició".
Les propietats d'aquesta distribució es mostren a la taula següent, on c és el nombre de colors diferents i {\displaystyle N=\sum _{i=1}^{c}m_{i}} és el nombre total de boles.

### Exemple
Suposeu que hi ha 5 boles negres, 10 blanques i 15 vermelles en una urna. Les remeneu i agafeu aleatòriament sis boles sense reposició. Quina és la probabilitat que agafeu exactament dues de cada color?
{\displaystyle \Pr(2{\text{ black}},2{\text{ white}},2{\text{ red}})={{{5 \choose 2}{10 \choose 2}{15 \choose 2}} \over {30 \choose 6}}=.079575596816976}
Nota: Quan agafeu sis boles sense reposició, el nombre esperat de boles negres és 6*(5/30) = 1, el nombre esperat de boles blanques és 6*(10/30) = 2, i el nombre esperat de boles vermelles és 6*(15/30) = 3.